# ハフニウム (ハッカー集団)
ハフニウム（HafniumまたはHAFNIUM）は、国家支援型のハッカー集団。中国政府との関係が指摘されており、サイバースパイ活動や攻撃を行っているAPTの一つとしても知られている。
「ハフニウム」という名前はマイクロソフトによって付けられ、このグループを「高度な技術を持った洗練された脅威アクター」と表現した。  

## 関与が疑われている攻撃

### 2021年Microsoft Exchange Serverデータ侵害
2021年1月6日、電子メールなどのメッセージ送受信を行うためのマイクロソフト社のサーバーソフトウェア製品が侵入されバックドアやマルウェアを仕込まれた。3月2日、マイクロソフトは更新プログラムをリリースしエクスプロイトを修正したが、これは被害を遡及的に取り消したり、攻撃者がインストールしたバックドアを削除したり、さらなる侵入からシステムを守ることができないことが明らかになった。そのため最初に侵入したハフニウム以外のハッカー集団も続々と攻撃に参加し、3月9日の時点でアメリカ国内の約30,000の組織に属するサーバー、イギリスの7,000のサーバー、さらに欧州銀行監督機構、ノルウェー議会、チリの金融市場委員会(CMF)など、世界中の25万台のサーバーがこの攻撃で被害を受けたと推定されている。
この「2021年Microsoft Exchange Serverデータ侵害」について、マイクロソフトは犯行グループをハフニウムと名付け、彼らが「中国に支援され、中国国外で活動しているハッカー集団」であると主張した。マイクロソフトによると同グループは拠点を中国を置いているが、主にアメリカ合衆国のバーチャル・プライベート・サーバ(VPS)を使用しており、感染症研究所、法律事務所、高等教育機関、防衛関連企業、政策シンクタンク、NGOを攻撃の対象にしているという。
2021年7月、イギリスの外務大臣ドミニク・ラーブは、攻撃は中華人民共和国国家安全部(MSS)にリンクされた「国家支援グループ」によって行われたと述べた。これ対し中国政府は「2021年Microsoft Exchange Serverデータ侵害」に対する責任を否定している。

## 機能
2021年3月には、2012年に発見されたハッキングしたサーバを制御するためのWebシェル「China Chopper」を、同グループが「2021年Microsoft Exchange Serverデータ侵害」で使用していた事が報告されている。